# Silence (альбом)
Silence — второй музыкальный альбом финской пауэр-метал-группы Sonata Arctica. Был выпущен в 2001 году. Запись проходила в Tico Tico Studio в 2000—2001 году.
Обложка, поделенная на ночь и день, лето и зиму, призвана изображать природу. По утверждению солиста Тони Какко, не стоит читать в изображении слишком много и символизм закладывался лишь в цепочку следов, ведущих от костра.
Изначально название альбома должно было быть длиннее, но тогдашняя девушка Какко предложила вариант Silence (с англ. — «Тишина») и, подумав, он решил использовать его.

## Список композиций
Слова и музыка всех песен — Тони Какко.
| №                   | Название                    | Длительность |
| ------------------- | --------------------------- | ------------ |
| 1.                  | «…of Silence»               | 1:17         |
| 2.                  | «Weballergy»                | 3:51         |
| 3.                  | «False News Travel Fast»    | 5:18         |
| 4.                  | «The End of This Chapter»   | 7:01         |
| 5.                  | «Black Sheep»               | 3:42         |
| 6.                  | «Land of the Free»          | 4:24         |
| 7.                  | «Last Drop Falls»           | 5:13         |
| 8.                  | «San Sebastian (Revisited)» | 4:37         |
| 9.                  | «Sing In Silence»           | 3:51         |
| 10.                 | «Revontulet» (instrumental) | 1:32         |
| 11.                 | «Tallulah»                  | 5:20         |
| 12.                 | «Wolf & Raven»              | 4:15         |
| 13.                 | «Respect the Wilderness»    | 3:51         |
| 14.                 | «The Power of One»          | 10:01        |
| Общая длительность: | Общая длительность:         | 60:22        |

Песня «Respect the Wilderness» является бонусом на японской и корейской версиях альбома.

## Участники записи
- Тони Какко (фин. Tony Kakko) — вокал, дополнительные клавишные
- Яни Лииматайнен (фин. Jani Liimatainen) — гитара
- Марко Паасикоски (фин. Marko Paasikoski) — бас-гитара
- Томми Портимо (фин. Tommy Portimo) — ударные
- Mikko Härkin — клавишные
- Mika Niilonen — речь
- Nik Van-Eckmann — мужской голос в песнях «…of Silence», «The End of This Chapter», «Last Drop Falls» и «The Power of One»
- Renay Gonzalez — женский голос в песне
- Mikko Karmila — фортепиано в песнях «The End of This Chapter» и «Tallulah»